# Molophilus electus
Molophilus electus là một loài ruồi trong họ Limoniidae. Chúng phân bố ở miền Australasia.